# Stenogrammitis saffordii
Stenogrammitis saffordii är en stensöteväxtart som först beskrevs av William Ralph Maxon, och fick sitt nu gällande namn av Paulo Henrique Labiak. Stenogrammitis saffordii ingår i släktet Stenogrammitis och familjen Polypodiaceae. Inga underarter finns listade.